# Fernando Varela
{{Info/Futebolista
|nome              = Fernando Varela
|nomecompleto      = Fernando Lopes dos Santos Varela
|imagem            = Kiev-St (7).jpg
|imagem_tamanho    = 200px
|datadenascimento  = 26 de novembro de 1987 (37 anos)
|cidadenatal       = Cascais
|paisnatal         = Portugal
|altura            = 
|peso              = 
|pé                = 
|apelido           = 
|site              = 
|actualclube       = [[Alverca FutebolClube[Alverca]]
|clubenumero       =
|posição           = Defensor
|atividade         = 
|patrocinadores    = 
|jovemanos         = 1996–2004
2004–2006
|jovemclubes       = AFD Torre
Estoril
|ano               = 2006–2009
2006–2007
2009–2011
2011–2012
2012–2013
2013–2016
2016–2022
2022–
|clubes            = Estoril
→ Rio Maior 
	Trofense
Feirense
Vaslui
	Steaua București
PAOK
Casa Pia
2024   Alverca
|jogos(golos)      = 
|anoselecao        = 2008–2019
|selecaonacional   = Cabo Verde
|partidasselecao   = 00049 000(3)
|pcupdate          = 
|tupdate           = 
|ntupdate          = 
|medalhas          = 
}}
Fernando Lopes dos Santos Varela (Cascais, 26 de novembro de 1987) é um futebolista profissional português naturalizado cabo-verdiano que atua como defensor. Atualmente, joga no Alverca.

## Carreira

### Estoril
Varela se profissionalizou no Estoril, em 2004.

## Seleção
Fernando Varela representou o elenco da Seleção Cabo-Verdiana de Futebol no Campeonato Africano das Nações de 2015 e 2017.

## Títulos
PAOK
- Copa da Grécia: 2016–17, 2017–18